# Mining Rig

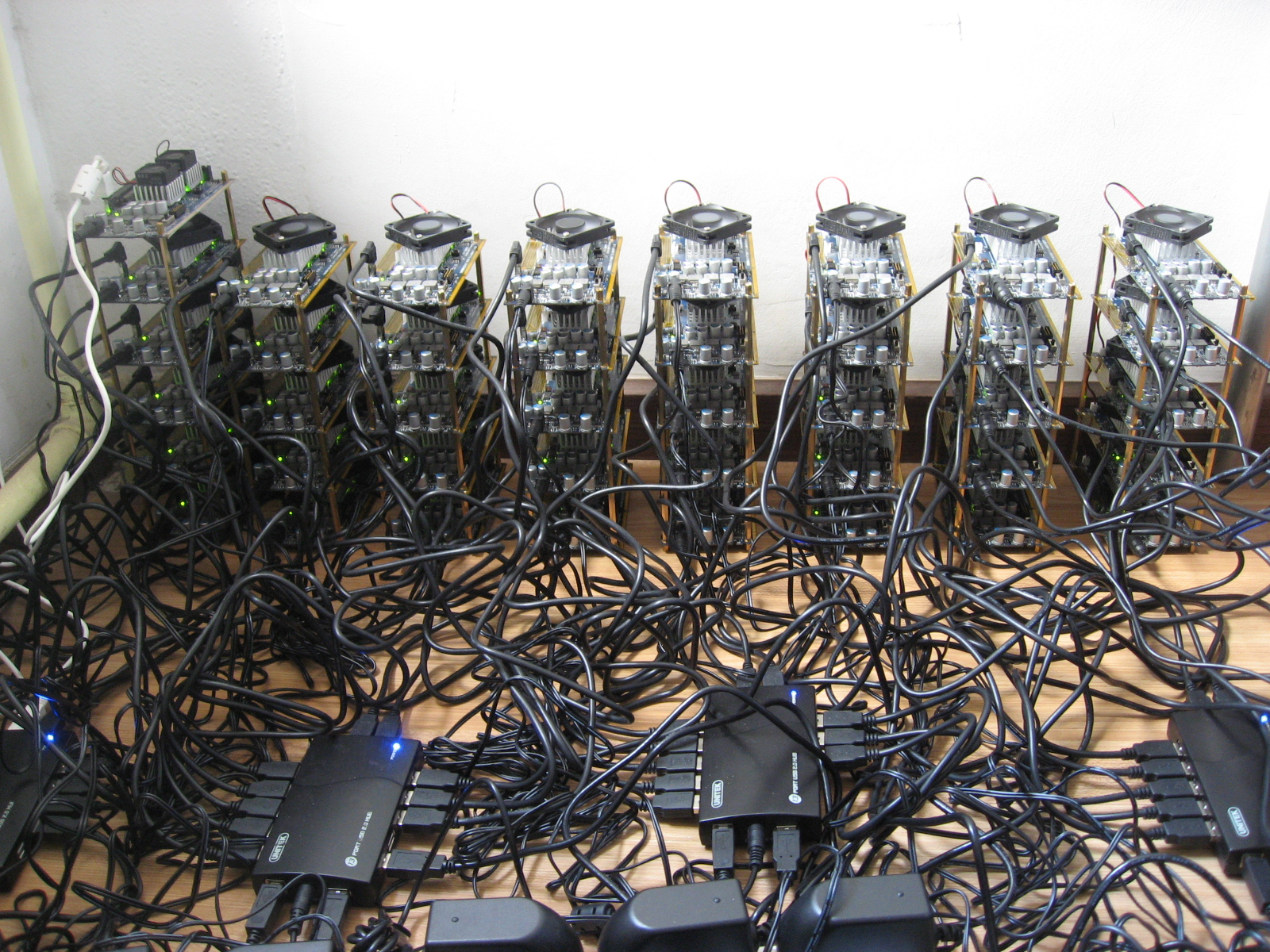
Ein Mining Rig mit mehreren Grafikkarten

Ein Mining Rig ist ein Computer bzw. eine elektronische Datenverarbeitungsanlage für die Errechnung von Hashwerten für bestimmte Kryptowährungen.
Als Mining Rig kann ein handelsüblicher Personal Computer verwendet werden, der je nach Miningverfahren (siehe hierzu z. B. Mining von Bitcoins) um mehrere leistungsfähige Global Processing Units bzw. Grafikkarten erweitert wurde. Diese Grafikkarten werden aber nicht zur grafischen Ausgabe verwendet, sondern die darauf befindlichen Shader-Einheiten werden zur Errechnung von Hashwerten genutzt.
Durch den Betrieb von Mining Rigs stieg in der Vergangenheit der Umsatz für Grafikkarten stark an, wodurch die Börsenkurse von Nvidia und AMD zum Teil starke Gewinne verzeichnen konnten.
Seit 2011 existiert allerdings spezielle Hardware, die noch effizienter als Grafikkarten (in Relation zum Stromverbrauch) zum Schürfen von Bitcoins geeignet sind. Dies waren zuerst FPGA-basierte Erweiterungskarten. Seit 2013 gibt es ASIC-Boards, die ausschließlich für das Schürfen von Bitcoins konstruiert worden sind und in kurzer Zeit alle anderen Mining-Methoden unrentabel haben werden lassen. Der PC dient nur noch zum Steuern dieser Hardware und der Kommunikation.